# Théodore Tahon de La Motte
Théodore Tahon de la Motte (né à Mons le 23 mars 1782, où il est mort le 26 mars 1849) est un homme politique belge de tendance libérale. Il portait le titre de baron.

## Biographie
Fils de l'avocat Eugène, baron Tahon de La Motte, échevin de Mons, membre des États provinciaux du Hainaut, et d'Hippolyte Houzeau, Théodore Tahon de La Motte se lance dans la carrière politique. Il fut d'abord maire et ensuite bourgmestre de Vellereille-le-Sec ; en 1824, il entre comme successeur de son père au sein du Conseil de régence de la ville de Mons. Il fut aussi chambellan du roi Guillaume Ier des Pays-Bas.
Il fut considéré comme un bon bourgmestre, a tel point qu'aux élections municipales de 1830, il fut reconduit à l'unanimité moins quatre voix. Il officia aussi en tant que conseiller provincial du Hainaut et était membre de l'Ordre équestre du Hainaut.

## Carrière politique
- Maire et bourgmestre de Vellereille-le-Sec, de 1808 à 1824
- Bourgmestre de Mons de 1826 à 1836

## Distinctions
- Chevalier de l'Ordre du Lion Belgique
- Chevalier de l'Ordre de Léopold